# 부치노
부치노(이탈리아어: Buccino)는 이탈리아 캄파니아주 살레르노도에 위치한 코무네다.